# Laurent de Sutter
Pour les articles homonymes, voir De Sutter.
Laurent de Sutter, né le 24 décembre 1977 à Bruxelles (province de Brabant, actuellement région de Bruxelles-Capitale), est un philosophe belge francophone, professeur de théorie du droit à la Vrije Universiteit Brussel (VUB).

## Biographie
Laurent de Sutter naît le 24 décembre 1977 à Bruxelles, il se décrit comme « un pur produit de la haute bourgeoisie bruxelloise, religieuse, militaire. ».
Malgré un rapport difficile à ses études de droit, il soutient, en novembre 2006, une thèse de doctorat, Politiques de la représentation.
En 1997, il devient pigiste au sein du magazine pop rock Rif-Raf. Il y reste dix ans, sept ans comme chroniqueur, puis trois ans comme titulaire de la rubrique Cosy Corner, qu'il fonde et qui est ensuite reprise par Daniel Franco[réf. nécessaire]. Il publie à la même époque, dans des revues comme T.A.P.I.N ou Liaisons.
Il publie enfin des essais dans diverses revues, dont la revue Pylône, dirigée par Gilles Collard, qui accueille son premier texte sur la pornographie, lequel attire l'attention de Serge Koster, directeur de la collection « L'attrape-corps » à La Musardine, qui lui commande son premier essai, Pornostars - Fragments d'une métaphysique du X, publié à l'automne 2007 dans sa collection,,,.
De l'indifférence à la politique est publié en mars 2008. Le critique Michel Polac confie par la suite à Laurent de Sutter plusieurs travaux éditoriaux pour sa collection : l'édition et la présentation de deux volumes d'écrits de jeunesse de Clément Rosset (Une passion homicide et autres textes, 2008  et Précis de philosophie moderne, 2008.
Deleuze - La pratique du droit est publié en 2009. Dans le même temps, Laurent de Sutter reçoit des Presses universitaires de France la direction de la collection « Travaux pratiques » qu'il crée, et publie des auteurs tels Camille de Toledo, Pascal Chabot, ou Véronique Bergen.
En septembre 2011, Laurent de Sutter publie Contre l'érotisme. En novembre, paraît chez Ombre Corte la version italienne de Deleuze - La pratique du droit, dans une traduction de Lorenzo Rustighi, et avec une préface de Sandro Chignola.
En janvier 2013, à la suite du départ de Roland Jaccard, Laurent de Sutter reprend, toujours aux Presses universitaires de France, la direction de la collection « Perspectives critiques ».
Il publie aussi, deux mois plus tard, un essai sur Une sale histoire, film de Jean Eustache, aux Éditions Léo Scheer : Théorie du trou. Ce livre est suivi, un an plus tard, par Métaphysique de la putain.
Laurent de Sutter rédige Le Livre des trahisons avec la contribution de plusieurs personnes dont Morgane Merteuil.
En 2020, il est nommé membre du comité consultatif du DiEM25 (Democracy in Europe Movement 2025).
Il est lauréat d’une bourse d'aide à la création de la Fédération Wallonie-Bruxelles en 2021.
Il publie Superfaible : penser au XXIe siècle dans la collection « Climats » aux éditions Flammarion en 2023. Cet ouvrage lui vaut d'être récipiendaire des grands prix de poésie et de l'essai décernés par l'Académie royale de langue et de littérature françaises de Belgique.
Parallèlement, il est professeur de théorie du droit à la Vrije Universiteit Brussel (2017),,.

## Thèmes abordés
Il se réclame de la pop philosophie. Il consacre plusieurs ouvrages à la philosophie du droit (Après la loi, Hors la Loi, Magic, Post-tribunal), essentiellement pour en remettre en question les fondements, dans la lignée des penseurs du réalisme juridique et des critical legal studies.

## Publications

### Auteur
- Pornostars : Fragments d'une métaphysique du X[5], Paris, La Musardine, 2007  (ISBN 978-2-8427-1379-9)
- De l'indifférence à la politique, Paris, PUF, 2008  (ISBN 978-2-1305-6686-1)
- Deleuze : La pratique du droit, Paris, Éditions Michalon, 2009
- Contre l'érotisme, Paris, La Musardine, 2011
- Théorie du trou, Paris, Éditions Léo Scheer, 2013  (ISBN 978-2-7561-0419-5)
- Métaphysique de la putain, Paris, Léo Scheer, 2014
- La Voie du droit, Paris, Dalloz, 2014
- Striptease : L'art de l'agacement, Dijon, Le Murmure, 2015
- Magic : Une métaphysique du lien, Paris, PUF, 2015
- Théorie du kamikaze, Paris, PUF, 2016  (ISBN 978-2-13-074994-3)
- "Quand l'inspecteur s'emmêle" de Blake Edwards, Crisnée, Yellow Now, 2016
- Poétique de la police, Aix-en-Provence, Rouge Profond, coll. « Débords », 2017  (ISBN 9782915083927)
- L'Âge de l'anesthésie. La mise sous contrôle des affects, Paris, Les Liens qui libèrent, 2017
- Après la loi, Paris, PUF, 2018
- Post-tribunal. Renzo Piano Building Workshop et l'île de la Cité judiciaire de Paris, Paris, B2, 2018
- Pornographie du contemporain. Made in Heaven de Jeff Koons, Bruxelles, La Lettre Volée, 2018  (ISBN 978-2-87317-516-0)
- Qu'est-ce que la pop'philosophie ?, Paris, PUF, 2019
- Jack Sparrow. Manifeste pour une linguistique pirate, Bruxelles, Les Impressions nouvelles, 2019
- Indignation totale. Ce que notre addiction au scandale dit de nous, Paris, Éditions de l'Observatoire, 2019  (ISBN 9791032904114)
- Changer le monde, Paris, L'Observatoire, 2020
- Lettre à Greta Thunberg. Pour en finir avec le XXe siècle, Paris, Le Seuil, 2020
- Johnsons & Shits. Notes sur la pensée politique de William S. Burroughs, Paris, Léo Scheer, 2020
- Hors-la-loi. Théorie de l'anarchie juridique, Paris, Les Liens qui libèrent, 2021  (ISBN 979-10-209-0965-7)
- Pour en finir avec soi-même (Propositions, 1), Paris, PUF, 2021
- Superfaible : penser au XXIe siècle[14], Paris, Flammarion, coll. « Climats », 2023  (ISBN 9782080431721).

#### Album de bande dessinée
- 10. Histoire de la prostitution - De Babylone à nos jours[19],[20], Le Lombard, coll. « La petite bédéthèque des savoirs », Bruxelles, 7 octobre 2016
Scénario : Laurent de Sutter - Dessin et couleurs : Agnès Maupré -  (ISBN 978-2-8036-3742-3)

### Directeur de publication
- Pratiques cosmopolitiques du droit, Paris, L'Aube, 2005 (avec Frédéric Audren)
- Deleuze and Law, Edimbourg, Edinburgh UP, 2012 (avec Kyle McGee)
- Althusser and Law, Londres, Routledge, 2013
- Zizek and Law, Londres, Routledge, 2015
- Vies et morts des super-héros, Paris, PUF, 2016
- Accélération !, Paris, PUF, 2016
- Le Livre des trahisons, Paris, PUF, 2016
- Postcritique, Paris, PUF, 2019

## Prix et distinctions
- 2023 :
  - Grand prix de poésie[13] de l'Académie royale de langue et de littérature françaises de Belgique pour Superfaible ! : Penser au XXIe siècle ;
  - Grand prix de l'essai[13] de l'Académie royale de langue et de littérature françaises de Belgique pour Superfaible ! : Penser au XXIe siècle.